# Papilio multicaudatus
Bướm đuôi én hai đuôi (Papilio multicaudatus) là một loài bướm trong họ Papilionidae phân bố ở tây Bắc Mỹ từ British Columbia đến Trung Mỹ.

## Mô tả
Sải cánh loài này dài từ 68 đến 104 mm là loài bướm đuôi én lớn nhất ở tây Bắc Mỹ. Chúng có màu giống với cả Western Tiger Swallowtail và Canadian Tiger Swallowtail. Như tên gọi đã chỉ ra, nó có hai đuôi riêng biệt ở cánh sau với đuôi bên dài hơn. Chủ yếu có màu vàng với các dải màu đen trên rìa sau và bốn sọc đen trên cánh trước gần song song với cơ thể.
Ấu trùng ăn chokeberry, willow (Salix spp.), cherry (Prunus spp.), poplar (Populus spp.), and ash (Fraxinus spp.).

## Phân loài
Xếp the thứ tự bảng chữ cái.
- P. m. grandiosus Austin & Emmel, 1998
- P. m. multicaudata Kirby, 1884
- P. m. pusillus Austin & Emmel, 1998

## Vòng đời
Con trưởng thành bay vào mùa xuân và mùa hè và có 1 lứa. Con cái đẻ từng trứng một trên cây chủ. Con sâu bướm gấp lá cây chủ và quấn chúng với nhau bằng tơ và sau đó ăn tổ này.

## Hình ảnh

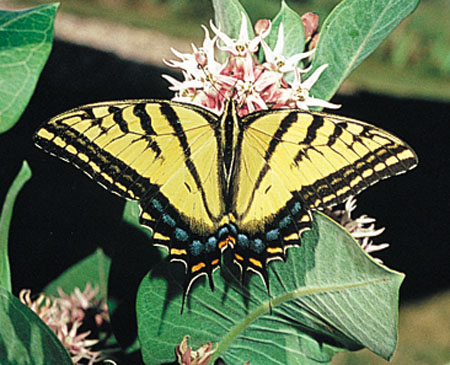
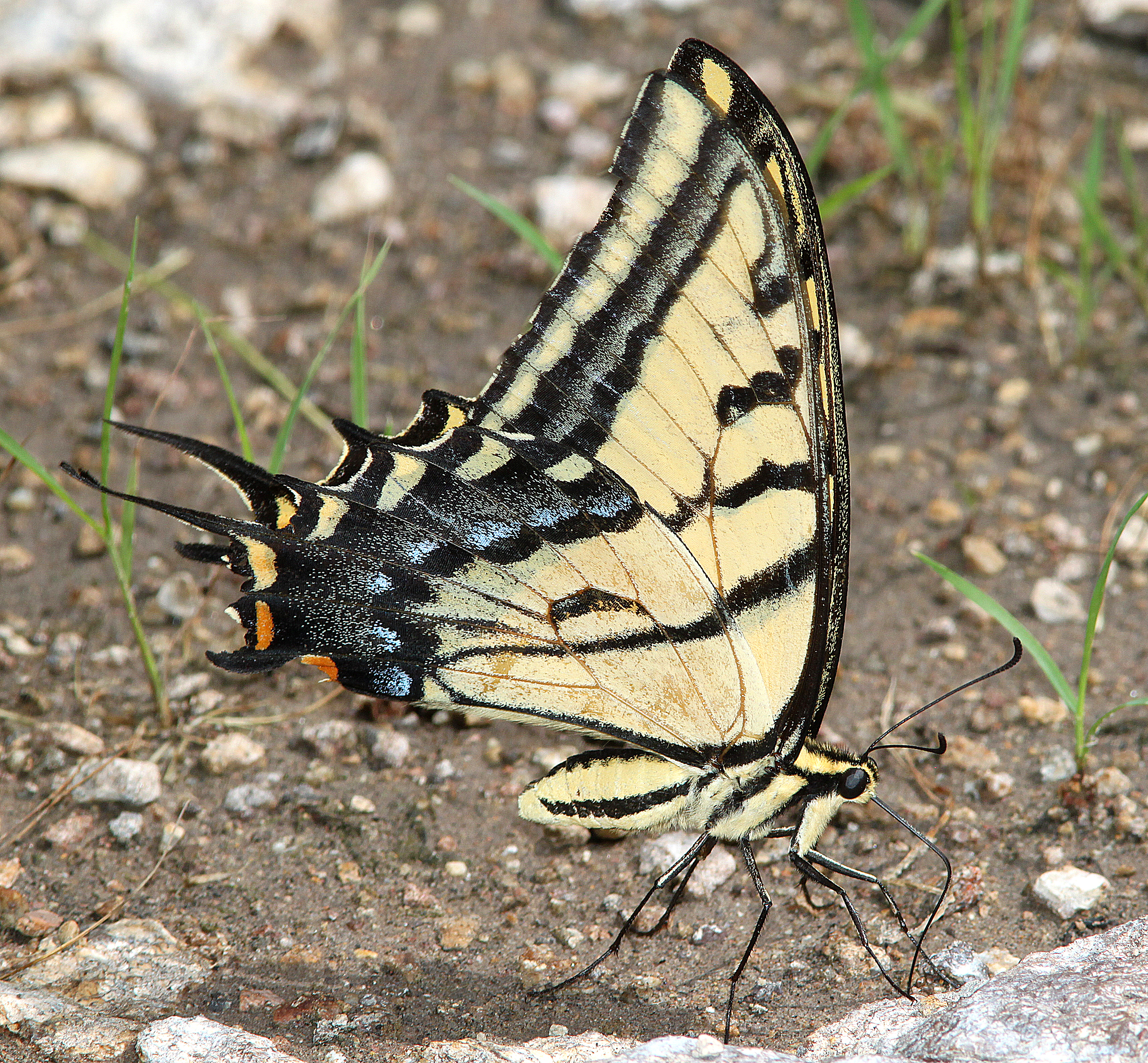
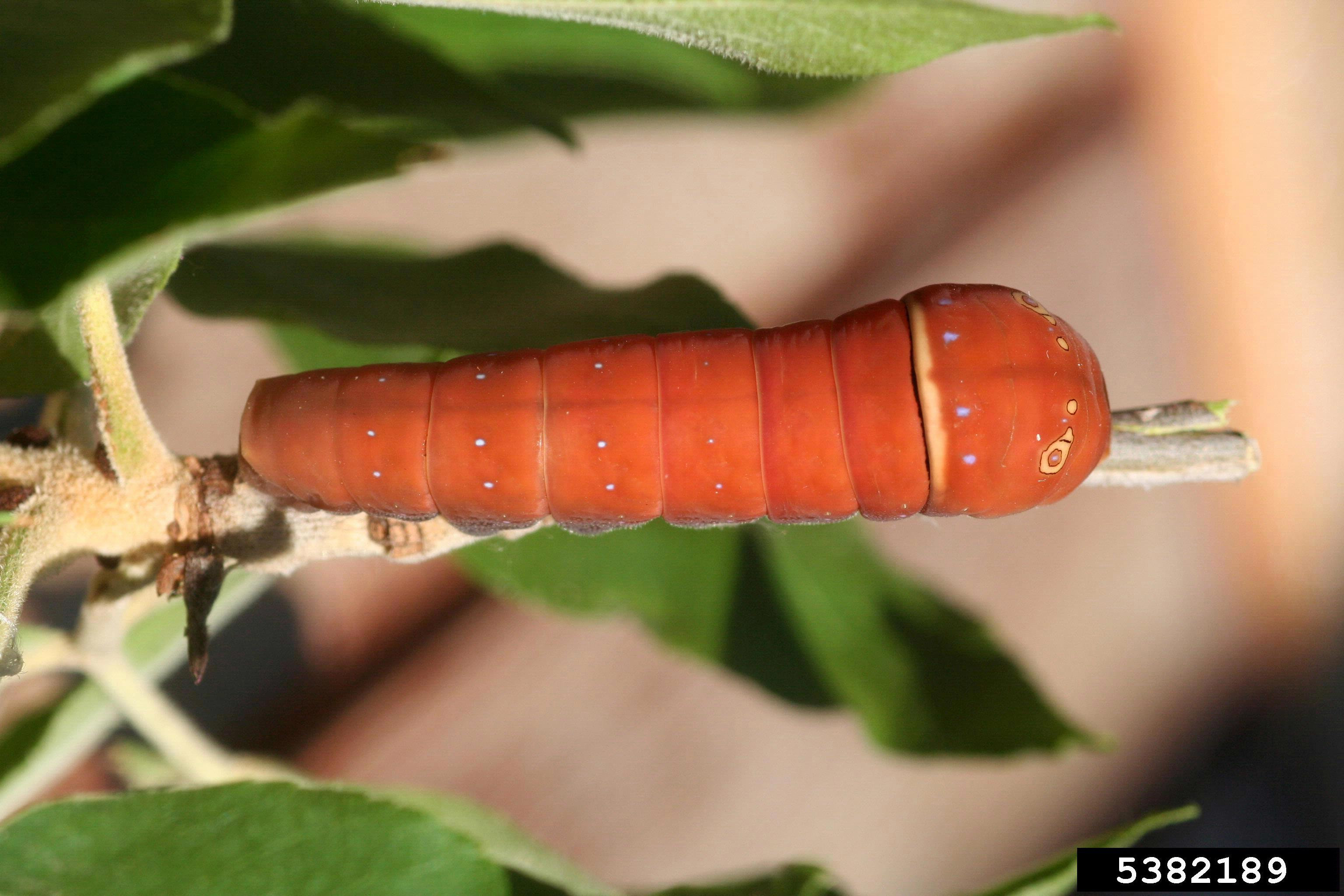